# 1929년 전국동계체육대회
1929년 전국동계체육대회는 1929년 1월 20일에 일제강점기 조선 경성부에서 개최된 전국동계체육대회이다. 1929년에 개최된 제5회 전조선빙상경기대회를 1929년 전국동계체육대회로 인정하고 있다. 제5회 전조선빙상경기대회가 1929년 1월 20일에 얼어붙은 한강에서 개최되면서 1929년 전국동계체육대회가 개최되었다.

## 스피드스케이팅
1929년 전국동계체육대회는 스피드스케이팅 종목만 개최되었다. 500m, 1500m, 5000m, 10000m, 500m 배진, 20000m 계주 등 6개 세부종목으로 진행되었다.

### 남자 500m
남자 500m 종목의 예선 경기는 6개 조로 나뉘어 진행되었고 각 조 상위 2위까지 준결선에 진출했다. 준결선 경기는 6명씩 2개 조로 나뉘어 진행되었고 각 조 상위 3위까지 결선에 진출했다. 결선 경기는 6명이 진행하여 순위를 가리는 방식으로 진행되었다.
| 순위 | 선수   | 소속 | 기록    | 비고 |
| ---- | ------ | ---- | ------- | ---- |
| 1    | 박응근 | 의전 | 57.0    |      |
| 2    | 최희원 | 백구 | 1:00.00 |      |
| 3    | 이삼지 | 의전 | 1:03.00 |      |
| 4    | 불명   | 불명 | 불명    |      |
| 5    | 불명   | 불명 | 불명    |      |
| 6    | 불명   | 불명 | 불명    |      |

### 남자 1500m
남자 1500m 종목은 5개 조로 나뉘어 경기가 진행되었고, 전체 기록 결과에 따라 최종 순위가 결정되었다.
| 순위 | 조 | 선수   | 소속 | 기록   | 비고 |
| ---- | -- | ------ | ---- | ------ | ---- |
| 1    | E  | 최재은 | 백구 | 3:15.0 |      |
| 2    | E  | 박응근 | 의전 | 3:16.0 |      |
| 3    | E  | 김석우 | 배재 | 3:32.0 |      |
| 4    | D  | 문병기 | 휘문 | 3:35.0 |      |
| 5    | C  | 윤정현 | 휘문 | 3:38.0 |      |
| 6    | C  | 서삼용 | 배재 | 3:38.0 |      |
| 7    | B  | 엄점득 | 배재 | 3:39.4 |      |
| 8    | A  | 장기경 | 휘문 | 3:40.0 |      |
| 9    | B  | 조점용 | 배재 | 3:40.0 |      |
| 10   | B  | 조상국 | 양정 | 3:43.0 |      |
| 11   | C  | 이약회 | 배재 | 3:43.6 |      |
| 12   | A  | 편사학 | 일고 | 3:46.6 |      |
| 13   | D  | 홍봉식 | 경농 | 3:53.4 |      |
| 14   | D  | 이부귀 | 전교 | 4:04.0 |      |

### 남자 5000m
남자 5000m 종목은 3개 조로 나뉘어 경기가 진행되었고, 전체 기록 결과에 따라 최종 순위가 결정되었다.
| 순위 | 조 | 선수   | 소속 | 기록    | 비고 |
| ---- | -- | ------ | ---- | ------- | ---- |
| 1    | C  | 최재은 | 백구 | 11:21.0 |      |
| 2    | A  | 정진원 | 백구 | 12:28.8 |      |
| 3    | A  | 엄점득 | 배재 | 12:37.2 |      |
| 4    | B  | 조상국 | 배재 | 12:43.4 |      |
| 5    | C  | 문병기 | 휘문 | 12:46.6 |      |
| 6    | B  | 김석우 | 배재 | 12:59.6 |      |
| 7    | A  | 조상국 | 양정 | 13:30.2 |      |
| ?    | C  | 장기경 | 배재 | 불명    |      |

### 남자 10000m
남자 10000m 종목의 경기 결과와 순위는 다음과 같다
| 순위 | 선수   | 소속 | 기록    | 비고 |
| ---- | ------ | ---- | ------- | ---- |
| 1    | 최재은 | 백구 | 26:26.0 |      |
| 2    | 박응근 | 의전 | 26:29.2 |      |
| 3    | 정진원 | 백구 | 불명    |      |

### 남자 500m 배진
남자 500m 배진은 500m 거리를 뒤로 질주하여 기록을 경쟁하는 종목이다. 남자 500m 배진 종목의 경기 결과와 순위는 다음과 같다
| 순위 | 선수   | 소속 | 기록   | 비고 |
| ---- | ------ | ---- | ------ | ---- |
| 1    | 정진원 | 백구 | 1:14.6 |      |
| 2    | 조점용 | 배재 | 1:17.4 |      |
| 3    | 윤창현 | 휘문 | 1:42.4 |      |

### 남자 2000m 계주
남자 2000m 계주는 2000m 거리를 500m씩 나눠 4명이 계주하여 기록을 경쟁하는 종목이다. 남자 2000m 계주 종목의 경기 결과와 순위는 다음과 같다
| 순위 | 선수                           | 소속 | 기록 | 비고 |
| ---- | ------------------------------ | ---- | ---- | ---- |
| 1    | 정진원, 김용구, 풍선, 최희원   | 백구 | 3:59 |      |
| 2    | 편사학, 이혜택, 이삼지, 박응근 | 인의 | 4:00 |      |
| 3    | 불명                           | 휘문 | 불명 |      |

## 참고 문헌
- 대한체육회 (1990). 《대한체육회 70년사》.
- 대한체육회 (2011). 《대한체육회 90년사》.
- “제10회 전국동계체육대회 스피드스케이팅 경기 결과”. 대한체육회.[깨진 링크(과거 내용 찾기)]